# هوموکاپزاسین
هوموکاپزاسین (به انگلیسی: Isethionic acid) با فرمول شیمیایی C۲H۶O۴S یک ترکیب شیمیایی با شناسه پاب‌کم ۷۸۶۶ است. که جرم مولی آن ۱۲۶٫۱۳ g/mol می‌باشد. 